# Волосница (Верхнекамский район)
Волосница — село в Верхнекамском районе Кировской области России. Входит в состав Рудничного городского поселения. В XVII-XIX веках была центром Волосницкая волость.

## География
Село находится на северо-востоке Кировской области, в центральной части Верхнекамского района, к северо-востоку от пгт Рудничный. Абсолютная высота — 146 метров над уровнем моря. Расстояние до районного центра (города Кирс) — 40 км.

## Население
В переписи 1678 года в погосте Георгиевском указано 12 дворов, в которых проживало 44 человека мужского пола.
По данным Первой Ревизии (1722 — 1727 гг) в селе насчитывалось 43 души мужского пола.
По данным Второй Ревизии (1748 год) в селе насчитывалось 42 души мужского пола (государственные черносошные крестьяне)
По данным Третьей Ревизии (1762-1765 гг) в Волоснице проживало 100 человек (56 мужского пола, 44 — женского).
По данным Всероссийской переписи в 2010 году постоянное население в деревне отсутствовало.

## История
В переписи 1678 года это место упоминается под названием «погост Георгиевской». Уже есть церковный двор, то есть по сути можно сказать, что село Волосницкое образовано не позднее конца 17 века.
В I Ревизии (около 1722 года) название меняется на «погост Волоснитский».
Во II и III Ревизских сказках (1748 и 1764 год соответственно) село уже называется Волоснитским.
Село Волосница (прежнее название села: Нижнее, Егорьево) расположено на р. Кама и в устье речки Волосница, что и послужило названию села.
До Октябрьской революции население занималось земледелием и скотоводством. На скудных глинистых почвах урожаи собирались низкие, а поэтому хлеба некоторым хозяйствам хватало лишь до середины зимы, поэтому народ в зимнее время занимался рубкой дров и вывозкой их на лошадях на Кирсинский завод.
Население почти сплошь было неграмотным. В селе имелась деревянная церковь — Георгиевская, была церковно-приходская школа. Больницы в селе не было, за медицинской помощью ездили в Кай или в Кирс.
В 1929 году образовалась коммуна, которая просуществовала до весны 1930 года. Перед весенним севом коммуна распалась, а в конце года на территории Волосницкого сельсовета было создано пять небольших колхозов и совхоз «Фосфорит».
Совхоз «Фосфорит» в довоенный период был экономически развитым хозяйством, основными отраслями были овощеводство, мясомолочное производство. Овощами и продукцией животноводства снабжали население п. Рудничного. Совхоз имел три трактора ЭТС и конское поголовье. В довоенный период были хорошо развиты и колхозы, которые занимались зерновым хозяйством и животноводством.
С началом Великой Отечественной войны мужское население было мобилизовано на фронт. Из-за нехватки рабочей силы и техники в военное время совхоз «Фосфорит» и колхозы превратились в экономически слабые хозяйства. В результате совхоз был передан, как нерентабельный, в подчинение учреждения К-231, совхоз № 3, а люди из колхозов стали уезжать в Рудничный, Лесной, Созимский.
В 1950 году колхозы укрупнились: из пяти организовалось два хозяйства, но из-за нехватки рабочей силы обрабатывать землю было некому, поэтому в 1957 году колхозы переданы в подчинение учреждения К-231 совхоз № 3.
Центральная усадьба совхоза № 3 находится в 7 км от Волосницы, там имеется начальная школа, санчасть, магазины, клуб, столовая, типовые здания в деревянном исполнении (коровник, телятник, свинарник), гараж в каменном исполнении.

## Фотогалерея
- р.Волосница и одноимённое село вдали
- Волосница
- Волосница
- Волосница
- Волосница